# 薩盧達 (伊利諾伊州)
薩盧達（英語：Saluda）是位於美國伊利諾伊州諾克斯縣的一個非建制地區。該地的面積和人口皆未知。

## 地理
薩盧達的座標為40°52′19″N 90°23′39″W / 40.87194°N 90.39417°W，而該地的平均海拔高度為234米（即768英尺）。